# 陰森的洞穴
《陰森的洞穴》（英語：The Grim Grotto）是雷蒙尼·史尼奇系列作品《波特萊爾大遇險》的第十一部小說，於2005年1月10日出版。

## 情節概要
延續上集《絕命的山崖》的情節，波特萊爾家的孩子們坐在雪橇上在心碎溪中隨波逐流，當他們還在為該去哪裡而不知所措時，前方突然出現一艘潛水艇。潛水艇裡頭傳出的聲音對波特萊爾們表示出善意邀請他們進入裡頭。在沒有更好的選擇的情況下三個孩子決定姑且信任它，於是他們打開艙門帶著好奇和緊張的心爬進去。
潛水艇的名字叫「奎克龜號」，在裡頭波特萊爾家的孩子們遇到船長威德辛和彵的繼女菲奧娜，同時還遇到之前在幸運味鋸木廠認識的菲爾，他此時在這裡當起主厨。船長威德辛是急性子的人，講話時喜歡夾帶著口頭緾「行」，座右銘為「猶豫的男人必敗」；菲奧娜是一個真菌學家；至於菲爾還是和以往一樣樂觀。
船長告訴波特萊爾三姊弟他們的任務是要找到失蹤的糖碗，避免它落入邪惡的手中，並要趕在星期四V.F.D.的重要聚會之前將它送到「最後一個安全的地方」也就是大結局旅館。糖碗雖然重要，但知情的船長卻使終不願向他們透露裡頭究竟裝著什麼。克勞斯和菲奧娜透過潮汐表、地圖和各類書籍研究出糖碗最後可能被水流沖到安惠賽水上中心旁邊的蛇髮女妖洞穴。這個洞穴裡頭生長著水母菌絲(一種非常致命的真菌)，但為了拿到糖碗還是不得不冒險進入，由於洞穴入口太狹窄，因此這個任務只能由小孩來執行。波特萊爾家的三個孩子和菲奧娜在蛇髮女妖洞穴裡搜索許久卻沒有找到糖碗，反而桑妮還不幸被水母菌絲感染，而更遭的是當他們回到潛水艇內後現發威德辛船長和菲爾竟然下落不明，而此時歐拉夫一伙人正開著另一艘更龐大的潛水艇「卡麥麗塔號」襲擊他們。
卡麥麗塔號很快就擊敗奎克龜號，歐拉夫伯爵將抓獲的波特萊爾孤兒們和菲奧娜關進潛艇上的一個禁閉室裡交由鉤子手男人來看管，此時被水母菌絲感染的桑妮已經快要不能呼吸了。令人意外的是鉤子手的男人竟是菲奧娜的失散多年的親哥哥費納德。菲奧娜在這樣機緣下說服她哥哥放過波特萊爾三姊弟，並制造機會讓波特萊爾三姊弟逃跑。成功逃回奎克龜號的克勞斯和紫兒運用機智迅速地找出水母菌絲的解藥拯救桑妮。同時他們收到來自魁格里的電報指示他們要到布萊尼海灘和他會合，但奎克龜仍然被卡麥麗塔號控制著。此時歐拉夫也發現波特萊爾溜出禁閉室內正打算把他們抓回來，但突然間一個更巨大的未知物體襲擊卡麥麗塔號，那是一個連歐拉夫都感到不寒而慄的東西，因此他只好暫時放棄處理波特萊爾的事轉而先對付那個未知物體。此時菲奧娜又趁機幫助奎克龜號擺脫卡麥麗塔號的控制，讓波特萊爾們成功逃跑而她在最後卻選擇留下來跟著哥哥和歐拉夫的團隊。
波特萊爾們駕著奎克龜號來到布萊尼海灘，他們一上岸竟然遇到波先生，一切彷彿就像是整個故事最初的場景。波特萊爾三姊弟知道波先生不是他們要找的人拒絕跟他離開，直接把他甩在腦後並按著情報的指示走到停在海灘上的一台計程車旁邊。坐在駕駛坐的是一個女人，她看到波特萊爾們後熱情地向他們打招乎並自我介紹說她是凱特·史尼奇。

## 電視影集
Netflix的電視影集《波特萊爾的冒險》第三季的第三、四集的內容改編自本書。